# Edifici al carrer Joan Maragall, 22 (Girona)
L'Edifici al carrer Joan Maragall, 22 és una obra de Girona inclosa a l'Inventari del Patrimoni Arquitectònic de Catalunya.

## Descripció
És un edifici de planta baixa i dos pisos amb semisoterrani. Façana de composició simètrica respecte l'entrada. Obertures diverses i potenciades per guardapols rectes i motllures diverses. Els brancals de les finestres són columnes amb el fust boterut al centre, columnes molt aixafades. L'edifici es clou amb una finestra correguda a nivell del segon pis i amb un remat, que tapa el carener perpendicular a façana, de forma esglaonada i de motllures prefabricades acanalades i perpendiculars al remat. La façana està modificada per l'obertura de noves botigues, situades a banda i banda de l'accés. Existeix un sòcol de pedra de Girona.